# Łążek Ordynacki
Łążek Ordynacki – wieś sołecka w Polsce położona w województwie lubelskim, w powiecie janowskim, w gminie Janów Lubelski.

## Krótki opis
W latach 1975–1998 miejscowość administracyjnie należała do województwa tarnobrzeskiego. Według Narodowego Spisu Powszechnego (III 2011 r.) liczyła 508 mieszkańców i była czwartą co do wielkości miejscowością gminy Janów Lubelski. Przez miejscowość przepływa Białka, niewielka rzeka dorzecza Sanu, dopływ Bukowej.
Ważniejsze obiekty znajdujące się w miejscowości:
- Publiczna Szkoła Podstawowa im. Ignacego Łukasiewicza w Łążku Ordynackim[9]
- Kaplica Najświętszego Serca Pana Jezusa w Łążku Ordynackim[10]
- Remiza ochotniczej Straży Pożarnej w Łążku Ordynackim[11][12][13]

## Części wsi
| SIMC    | Nazwa      | Rodzaj    |
| ------- | ---------- | --------- |
| 0794572 | Karczma    | część wsi |
| 0794589 | Katy       | część wsi |
| 0794595 | Nowa Wieś  | część wsi |
| 0794603 | Przymiarki | część wsi |
| 0794610 | Zagóra     | część wsi |

## Historia
W roku 1582 Łążek stanowił mały ośrodek przemysłowy. Był tu tartak wodny i dymarka. W XVII w. zbudowano również młyn. W 1595 r. Łążek zakupił Jan Zamoyski i kilka lat później włączył do swojej ordynacji. Przemarsze wojsk podczas wojny północnej zniszczyły tartak i dymarkę. W II połowie XVIII wieku wieś przekształciła się z osady o charakterze przemysłowym w rolniczą (ok. 1770 r.). Osadnicy, karczujący działki w lesie, pochodzili z regionu biłgorajskiego i rzeszowskiego. W XIX w. istniał w Łążku folusz, młyn, huta szkła i 2 wiatraki. Na początku lat czterdziestych XIX wieku, wskutek regulacji gruntów w kluczu janowskim, z luźno rozrzuconych osad w lesie utworzono dwa ciągi zwartej zabudowy, przy czym wzrosła znacznie liczba gospodarstw. W ostatnim ćwierćwieczu XIX wieku osiedliła się w Łążku (w części zwanej początkowo Bąki, a później Łążek Garncarski) grupa kilkunastu garncarzy z Galicji, która dała nową jakość dotychczasowym wyrobom ceramicznym. Rynek zbytu garncarzy był bardzo szeroki i obejmował nawet Rosję. W II połowie XIX w. istniał posterunek straży granicznej. Ze względu na nieurodzajne grunty, na początku XX wieku ordynacja zaproponowała przeniesienie mieszkańców w okolice Kraśnika, ale sprzeciw wyrazili garncarze obawiający się utraty surowca. Od 1911 roku zaczęto wyrabiać kafle. W 1918 r. powstała szkoła powszechna. W 1921 r. Łążek liczył 93 domy i 550 mieszkańców.
W marcu 1943 r. oddział AL Jastrzębia spalił tartak, w lutym 1944 r. powtórzono akcję, w kwietniu 1944 r. oddział BCh zniszczył most na Bukowej. Po wojnie w latach pięćdziesiątych wieś przejściowo należała do województwa rzeszowskiego. W okresie 1942–1984 r. istniała stacja kolejki wąskotorowej, zamieniona później na leśniczówkę. W latach dziewięćdziesiątych zbudowano kościół dojazdowy.